# Zederik
Zederik – gmina w prowincji Holandia Południowa w Holandii.